# Быстровская ГЭС
Быстровская гидроэлектростанция — малая ГЭС на отходящем от р. Чу левобережном ирригационном канале. Расположена вблизи г. Кемин, Чуйская область, Киргизия. Собственник станции — ОАО «ЧаканГЭС»
Станция построена в 1952-54 годах. Планировалась как головная ГЭС в перспективном Буурдинском каскаде из 3-х станций, до 1956 года именовалась Буурдинская ГЭС-1 (впоследствии от сооружения каскада отказались). Возведена по деривационной схеме, в состав сооружений ГЭС входят бетонная водосливная плотина на р. Чу, отстойник, деривационный канал, водоприёмник, напорные водоводы, здание ГЭС, ОРУ 35 кВ.
Мощность ГЭС — 8,7 МВт, среднегодовая выработка — 46,4 млн.кВт.ч. В здании ГЭС установлены три вертикальных гидроагрегата c радиально-осевыми турбинами Ф-123-ВБ-140, работающими на расчётном напоре 26,3 м и с расчётным расходом через каждую турбину 15 м³/с. Турбины приводят в действие гидрогенераторы ВГС-1-325/39-20.